# ルイ・プリマ
ルイ・プリマ（Louis Prima、1910年12月7日 - 1978年8月24日）は、アメリカ合衆国のジャズ・ミュージシャンである。トランペッター、ボーカリスト、作曲家として、主にスウィング期からジャンプ・ブルースの時代に活躍した。

## 経歴・生涯
ルイジアナ州ニューオーリンズにて、イタリア系移民の両親の元に生まれる。7歳の時にヴァイオリンを学び、13歳の時にトランペットを学び、兄・リーオンのバンドのメンバーになった。後に自身のバンドを結成し、1934年にはレコーディング・コンボである「ニューオーリンズ・ギャング」を結成した。1936年からはビッグバンドを率いて活躍。同1936年、自身が作曲した「シング・シング・シング」を発表、ベニー・グッドマンのカバーにより、ジャズのスタンダード・ナンバーとなった。1952年、キーリー・スミスと結婚するも1961年に離婚。キーリーとはボーカリストとしてデュオのアルバムも発表している。
1978年8月24日、脳腫瘍によりニューオーリンズにて亡くなった。67歳没。
代表曲の「Jump, Jive and Wail」は、ブライアン・セッツァー・オーケストラ、ビッグ・バッド・ヴードゥー・ダディーによってカヴァーされ、また同曲は1998年に放映された、GAPのテレビCMにも用いられてもいる。

## 代表曲
- 「シング・シング・シング」
- 「ジャスト・ア・ジゴロ」
- 「ジャンプ・ジャイブ・アンド・ウェイル」

## ディスコグラフィ

### アルバム
- Louis Prima Plays for the People (1953年、Mercury)
- The Wildest! (1956年、Capitol)
- The Call of the Wildest (1957年、Capitol)
- Louis Prima with Orchestra (1957年、Rondo-Lette)
- Breaking It Up! (1958年、Columbia) ※1951年-1953年録音
- Hi-Fi Lootin'  with Joe Venuti (1958年、Design)
- Entertains (1959年、Rondo-Lette)
- Strictly Prima! (1959年、Capitol)
- Pretty Music Prima Style Volume 1 (1960年、Dot)
- Wonderland by Night: Pretty Music Prima Style, Vol. 2 (1960年、Dot)
- Blue Moon (1961年、Dot)
- Doin' the Twist with Louis Prima (1961年、Dot)
- The Wildest Comes Home (1962年、Capitol)
- Lake Tahoe Prima Style (1962年、Capitol)
- Italian Favorites with Phil Brito (1963年、Tops)
- Prima Show in the Casbar (1963年、Prima Magnagroove)
- The King of Clubs (1964年、Prima Magnagroove)
- Let's Fly with Mary Poppins (1965年、Walt Disney)
- Louis Prima On Broadway (1967年、United Artists)
- The Jungle Book (1967年、Disneyland)
- The New Sounds of the Louis Prima Show (1968年、De-Lite)
- More Jungle Book...Further Adventures of Baloo and Mowgli (1969年、Disneyland)
- Blast Off! the Live New Sound of Louis Prima Quad, (1970年、Prima Magnagroove)
- The Prima Generation '72 (1972年、Brunswick)
- Just a Gigolo (1973年、Prima Magnagroove)
- Let's Hear It for Robin Hood (1974年、Buena Vista)
- The Wildest '75 (1975年、Prima Magnagroove)
- Proprio Un Gigolo (1978年、Record Bazaar)
- Let's Swing It (1994年、Classic Jazz)
- I Wanna Be Like You (1995年、Walt Disney)

## 出演
- 『ジャングル・ブック』 - キング・ルーイ（声）